# ویل دیکسون
ویل دیکسون (انگلیسی: Will Dixon؛ زادهٔ ۲۰ فوریهٔ ۱۹۵۰) بازیکن فوتبال اهل بریتانیا است.
از باشگاه‌هایی که در آن بازی کرده‌است می‌توان به باشگاه فوتبال ریدینگ اشاره کرد.